# Cochlostoma euboicum
Cochlostoma euboicum is een slakkensoort uit de familie van de Megalomastomatidae. De wetenschappelijke naam van de soort is voor het eerst geldig gepubliceerd in 1885 door Westerlund.